# Balle Strand
Balle Strand er en dansk strand på Sydsjælland i Vordingborg Kommune, lokaliseret ved Viemose Skovs nordlige område.
55°2′6.82″N 12°8′30.25″Ø / 55.0352278°N 12.1417361°Ø
|  | Denne artikel om lokaliteten Balle Strand kan blive bedre, hvis der indsættes et (bedre) billede. Du kan hjælpe ved at afsøge Wikimedia Commons for et passende billede eller lægge et op på Wikimedia Commons med en af de tilladte licenser og indsætte det i artiklen. |